# Крижанівський Антон Степанович
Крижанівський Антон Степанович (єврейське ім'я Мошко) (? — липень 1772) — представник української козацької старшини, вихрещений єврей, один з найбагатших євреїв Гетьманщини, засновник малоросійського дворянського роду Крижанівських. У 1761 р. від імператора Петра III отримав чин бригадира. Один з тих, хто займався фінансами Гетьманщини.

## Кар'єра
З 1742 р. — сотник Глинської сотні Лубенського полку;
З 1 грудня 1755 року до 9 січня 1762 року — полковник, командир Першого компанійського полку;
З 1762 по 1772 рік — полковник гадяцький.

## Життєвий шлях
Служив у рабина у Білій Церкві, потім перейшов в Медведівку, де одружився з племінницею місцевого орендаря. Прийняв християнство і пішов в козаки. Зробив запаморочливу кар'єру в Миргородському полку та гетьманській адміністрації. Перейшовши на лівий берег Дніпра, він став найбільшим відкупником військового скарбу. «Військовий скарб» — суспільна скарбниця Гетьманщини. Він складався з різних податків на торговельні та господарські промисли. Але найбільш дохідна частина складалася з митних зборів на ввезення — «індукта» з-за кордону, і на вивезення — «евекта» за кордон. Серед козацької старшини та їх наближених були поширені зловживання скарбом — гроші часто йшли не на суспільні потреби, а присвоювалася гетьманами і тими, хто близько стояв біля керма влади.
Спочатку Антон Крижанівський домігся передачі йому ряду відкупів та оренд у Лубенському та Миргородському полках. Поповнюючі гетьманську казну, Крижановський не забував про себе, дуже швидко ставши одним із найбагатшіх людей Гетьманщини. За послуги гетьманській адміністрації Антон Степанович отримав першу адміністративну посаду — уряд сотника Глинського Лубенського полку (це йому коштувало 260 червонців і дорогоцінностей на 300 карбованців).
Крижанівський вступив в угоду зі старшим військовим канцеляристом Генеральної військової канцелярії Андрієм Безбородьком — батьком Олександра, майбутнього канцлера Російської імперії, і вони дружно займалися фінансовими оборудками.
За часу короткого царювання Петра III, отримавши величезний вплив, Антон Степанович домігся призначення на посаду Гадяцького полковника і був обдарований рангом бригадира Шлезвиг-Гольштинского. Йому протегував М. І. Воронцов на прохання О. Г. Розумовського. Імператору-гольштинцю Крижанівський зобов'язався поставити рекрутів «для нашої Шлезвиг-Гольштинскої легкої кінноти».

## Нащадки
Син Крижанівського, який також звався Антоном, став прем'єр-майором та одружився з Анастасією, дочкою Василя Гудовича, — останнього генерального підскарбія Війська Запорізького, родоначальника графської гілки малоросійського дворянського роду Гудовичів.
У Гадяцького полковника був рідний брат, який так само охрестився і мав ім'я Антон. Припускають, що саме від нього йде гілка Смарагда Крижанівського. Інша версія — у Антона, полковника Гадяцького був брат Костянтин і, нібито, можливо, і від нього йшла лінія архієпископа.
Щоправда, Малоросійський гербовник 1914 р. зазначає, що згодом старшинський рід згас.

### Церковна благодійність родини
На посаді глинського сотника 1744 р. уфундував одноверху муровану Міколаївську церкву та двоярусну дерев'яну дзвіницю у містечку Глинську на Роменщині у Сумській області.
На посаді гадяцького полковника дав кошти на спорудження величного мурованого Міколаївського храму Півогорського монастиря у м. Городище Миргородського полку (нині — смт Гради́зьк Глобинського району Полтавської області). 1774 р. пожежа знищила храм, дерев'яну церкву, трапезну, братські келії, корпус. Вцілів лишь образ св. Миколая Чудотворця. Монастир відбудували, а у 1786 р. закрили. Миколаївська церква стала парафіяльною, з 1800 р. — Цвинтарною під назвою Покровська.
Дружина Кріжанівського Антона — Крижанівська Ганна (? -?) уфундувала муровану Благовіщенську церкву (1786) у с. Великі Бубни (тепер — Роменського р-ну Сумської обл.). У храмі зберігався чудотворний образ Божої Матері, яку віднайшов сліпий хлопчик в урочищі Олова, за 7 верст від села.